# Тарканово
Тарканово — деревня в Шекснинском районе Вологодской области.
Входит в состав сельского поселения Нифантовского, с точки зрения административно-территориального деления — в Нифантовский сельсовет.
Расстояние по автодороге до районного центра Шексны — 4 км, до центра муниципального образования Нифантово — 2 км. Ближайшие населённые пункты — Кочино, Деменское, Нифантово.
По переписи 2002 года население — 35 человек (13 мужчин, 22 женщины). Всё население — русские.